# Kate Moss
Katherine Ann Moss (Londres, 16 de janeiro de 1974) é uma supermodelo e empresária britânica. Foi capa da Vogue mais de 30 vezes ao longo de 25 anos de carreira.
Segundo a revista Forbes Kate Moss foi, em 2006, a segunda modelo mais bem paga do mundo, com ganhos estimados em 9 milhões de dólares, ficando atrás apenas da Gisele Bündchen. Em 2007, 2008 e 2009 foi a terceira mais bem paga, com ganhos a rondar os 7,5, 8,5 e 9 milhões, respectivamente.

## Antes da fama
Kate Moss nasceu em Croydon, na Grande Londres. Ela estudou na escola Ridgeway Primary School. Nunca se destacou pelo seu desempenho acadêmico, embora fosse boa praticando esportes. De acordo com o livro Addicted to Love: Kate Moss, Moss tinha notas baixas nas demais matérias escolares.

## Carreira
Kate Moss foi descoberta aos 14 anos por Sarah Doukas, em 1988, no Aeroporto Internacional John F. Kennedy, na cidade de Nova Iorque, depois de uma viagem às Bahamas. Sua carreira começou quando Corinne Day tirou fotos suas em preto e branco para a revista britânica The Face quando tinha 15 anos, e as fotos foram intituladas como “O Terceiro Verão de Amor”. Moss transformou-se numa antimodelo dos anos 90, comparada às supermodelos de sucesso da época, como Cindy Crawford, Claudia Schiffer e Naomi Campbell, que eram conhecidas por serem altas e terem corpos curvilíneos.
Ficou na 8ª posição na eleição da revista Celebrity Sleuths das "25 Mulheres mais sexies do mundo" de 2004, 8ª na eleição da revista Maxims das "50 Mulheres Mais Sexy de 1999" e 22ª na eleição da revista FHM das "100 Mulheres Mais Sexies de 1995". A revista masculina Arena nomeou Moss como sua modelo mais sexy em sua 150ª edição. Já na lista das "20 modelos-ícones" publicada pelo site Models.com, a britânica ficou na 2ª posição.
Em dezembro de 2013, Moss posou nua para a edição do 60.º aniversário da revista Playboy.

### Escândalo da cocaína

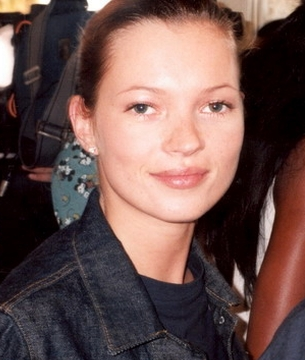
Moss em dezembro de 2005

Tabloides britânicos, particularmente o Daily Mirror, várias vezes afirmaram que Kate Moss costumava consumir cocaína. Em entrevistas, Moss disse que essas afirmações eram ridículas.
No dia 15 de setembro de 2005, o Daily Mirror publicou na capa e dentro do tabloide fotos que mostravam Moss cheirando várias ‘fileiras’ de cocaína. Muitos tabloides afirmaram que a modelo utilizou uma nota de cinco euros para cheirar cinco fileiras de cocaína em quarenta minutos. Pete Doherty, namorado de Moss e, naquele ano, cantor e compositor da banda The Libertines, alegou que James Mullord, seu empresário, vendeu as fotos para o jornal por mais de cento e cinquenta mil euros. Pouco tempo depois da publicação das fotos, Moss perdeu a maioria dos contratos de companhias internacionais.
Em 20 de setembro de 2005, a companhia sueca de moda H&M, anunciou que ‘despediria’ Kate Moss, mas somente depois da publicação das fotos. De acordo com o contrato de Moss, a modelo ganhava cerca de 4 milhões de euros por ano. Um dia depois, a casa de moda Chanel anunciou que também não renovaria o contrato com Moss, que expiraria em outubro, porém alegou que a decisão não foi influenciada pelo escândalo das drogas. Burberry também decidiu expirar a campanha de Moss com eles.
Moss continuou a aparecer em campanhas durante esse período para Dior. Na edição de novembro de 2005 da revista W, Moss apareceu na capa e muitas outras páginas dentro da revista. Também foi defendida por amigos e ‘admiradores’, incluindo as modelos Naomi Campbell e Helena Christensen, a atriz francesa Catherine Deneuve, seu ex-namorado Johnny Depp e o designer Alexander McQueen. A defesa de McQueen foi especialmente notável e durante um show de moda, ele usou uma camiseta, na qual estava escrito “Nós amamos você, Kate”. A artista [Stella Vine] também amparou Moss. O cantor de pop Robbie Williams disse sobre a relação entre Moss e Doherty, “Eu entendo porque Kate acha difícil deixar Pete; ele é muito carismático”.
Ainda em novembro de 2005, Moss terminou sua relação com Doherty assim que ele se retirou da Clínica Meadows, no Arizona, não completando um programa de reabilitação para dependentes químicos. Moss teve sucesso em seu tratamento feito na clínica em outubro e exigiu que Doherty se tratasse também. Doherty disse que a separação se deu devido a outras coisas, dizendo ao jornal The Sun porque ele acha que Moss o deixou: "Eu não posso comprar os diamantes dela e meu pênis é muito pequeno."
Em uma revelação inédita, Nicole Richie, contou ter usado heroína com Melissa Joan Hart, Lindsay Lohan, Paris e sua irmã Nicky Hilton, Amanda Bynes, Kate Moss e Nick Carter e possivelmente Britney Spears (apesar de não ter citado diretamente seu nome, ela disse que Britney e Melissa eram muito próximas nessa época) ainda em sua juventude. A revelação foi feita como parte do livro "Império – Uma viagem sem volta ao inferno das drogas", uma biografia escrita por Brandon Hurst (que também escreveu uma biografia de Lady Gaga em 2010), que será lançada em 2018.

### Arte

Outdoor com Moss em Nova Iorque, fotografada por Karl O'Leary, em 2006

Moss apareceu em vários clipes musicais como “Kowalski”, de Primal Scream, “I Just Don’t Know What to do with Myself”, de The White Stripes, e “Delia’s Gone” de Johnny Cash. Também trabalhou com vários artistas e escultores, incluindo o artista e fotógrafo Chuck Close.
Em março de 2003, Moss deu uma longa entrevista para Penny Martin no site Showstudio, o que não foi uma decisão usual, já que Moss raramente dá entrevistas ou fala em público. Ela respondeu ao tópico que dizia que a mídia a considerava ‘fora dos padrões’ de imagem do corpo: “É apenas o tempo. Eles estavam acostumados com garotas com corpo curvilíneo como Cindy Crawford e se chocaram ao ver o que eles chamaram de ‘waif’ {garotas magras demais}. O que se pode dizer? Quantas vezes você pode dizer ‘Eu não sou anoréxica’?”
Em fevereiro de 2005, um retrato de Moss nua quando estava grávida feito por Lucian Freud foi vendido por 3,93 milhões de euros. Moss planejou e posou para a sua versão do retrato The Madonna.

## Publicações biográficas
Em 2012, a Rizzoli Publications lançou Kate: The Kate Moss Book, escrito por Moss em colaboração com o diretor criativo Jefferson Hack, Fabien Baron e Jess Hallett. O livro é uma retrospectiva pessoal de sua carreira, traçando sua evolução de "nova garota com potencial" para uma das modelos mais icônicas de todos os tempos.
Kate: The Kate Moss Book inclui fotografias de Arthur Elgort, Corinne Day, Craig McDean, David Sims, Hedi Slimane, Inez Vinoodh, Juergen Teller, Mario Sorrenti, Mario Testino, Mert & Marcus, Nick Knight, Patrick Demarchelier, Peter Lindbergh, Roxanne Lowit, Steven Klein, Terry Richardson e outros.

## Filmografia

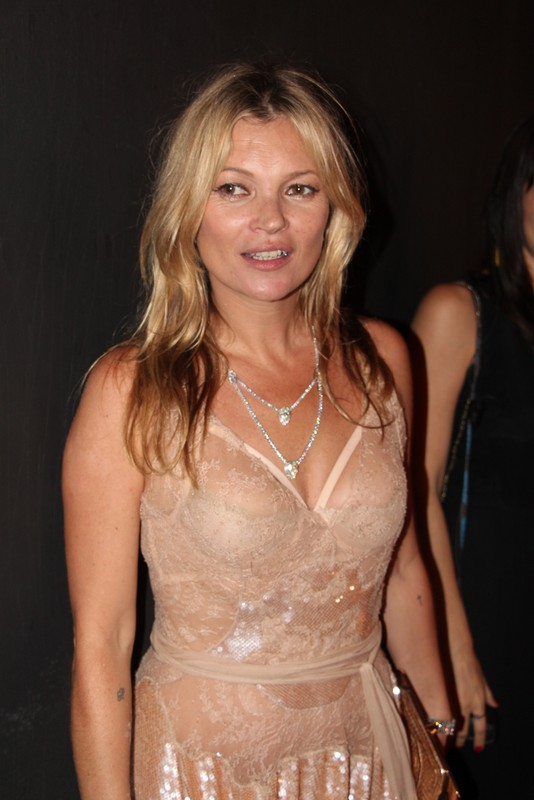
Moss em 2015

- Blackadder: Back & Forth (1999) como Maid Marian
- The Boy in the Dress (2014) como ela mesma
- Ab Fab: The Movie (2016) como ela mesma
- Zoolander 2 (2016) como ela mesma
- Red Nose Day Actually (2017) como ela mesma